# 瓦尔德福伊希特
瓦尔德福伊希特（德語：Waldfeucht，發音：[ˈvaltˌfɔʏçt]）是德国北莱茵-威斯特法伦州科隆行政区海因斯贝格县的市镇，西与荷兰接壤，面积30.27平方千米，2023年12月31日人口为9,257人。